# Parafia Matki Bożej Nieustającej Pomocy w Goleniowie

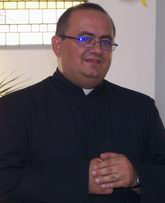
Ks. kan. Janusz Skałecki

Parafia pw. Matki Bożej Nieustającej Pomocy w Goleniowie – parafia należąca do dekanatu Goleniów, archidiecezji szczecińsko-kamieńskiej, metropolii szczecińsko-kamieńskiej. 

## Historia
Parafia została erygowana 31 grudnia 1986 roku dekretem bpa Kazimierza Majdańskiego, co czyni ją najmłodszą parafią w mieście. Jej obszar stanowiły początkowo tereny wiejskie wydzielone z goleniowskiej parafii pw. św. Jerzego (tj. miejscowości: Bącznik, Bolechowo, Podańsko, Stawno, Tarnówko i Tarnowiec). Kościołem parafialnym został kościół pw. św. Stanisława Kostki w Podańsku (obecnie filia). Pierwszym proboszczem mianowano ks. Jana Śniegockiego.
Na osiedlu Helenów istniała w tym czasie jedynie salka katechetyczna, gdzie raz w tygodniu odbywała się katecheza i sprawowana była msza święta przez księży dojeżdżających z parafii pw. św. Katarzyny. Nowo powstała parafia oficjalnie objęła tutejszych wiernych opieką duszpasterską w 1988 roku. W maju tegoż roku zakupiono plac pod budowę nowego kościoła, a 29 maja 1988 roku została na nim odprawiona historyczna pierwsza msza święta.
Kaplica oraz przyległa do niej plebania powstały w bardzo krótkim czasie nakładem pracy ks. Śniegockiego i parafian. Pierwszą mszę w jej murach odprawiono 4 grudnia 1988 roku. Niespełna trzy lata później, 29 września 1991 roku, dokonano uroczystego poświęcenia w pełni wybudowanego już kościoła i nadano mu wezwanie Matki Bożej Nieustającej Pomocy.
Na terenie parafii, w Bolechowie, znajduje się siedziba wspólnoty Przyjaciele Miłości Miłosiernej prowadzonej przed Monikę i dk. Marcina Gajdów oraz powiązanej z nią Fundacji „Theosis”.

## Proboszczowie
- ks. Jan Śniegowski (31 grudnia 1986–25 sierpnia 1995)[5][9][10];
- ks. Alojzy Mochalski (25 sierpnia 1995–25 marca 2009)[11][12], którego imieniem nazwano ulicę w okolicy kościoła parafialnego[13];
- ks. kan. Janusz Skałecki (od 25 marca 2009)[14][1].